# La Austríada

Bitwa pod Lepanto

La Austríada – epos bohaterski hiszpańskiego poety Juana Rufa Gutiérreza (1547-1620), opublikowany w 1584. Utwór opowiada o bitwie morskiej pod Lepanto, w której flota Ligi Świętej dowodzona przez księcia Juana de Austria pokonała marynarkę turecką pod komendą Alego Paszy. Epos został skomponowany oktawą, czyli strofą ośmiowersową rymowaną abababcc. Strofa ta była typowa formą eposów renesansowych w literaturze włoskiej (Ludovico Ariosto, Torquato Tasso), hiszpańskiej (Alonso de Ercilla y Zúñiga) i portugalskiej (Luís de Camões).